# Joshua Navarro
Joshua Navarro Sandí (San Isidro de El General, 11 marzo 1999) è un calciatore costaricano, centrocampista dell'Alajuelense.

## Carriera

### Club
Ha giocato nella massima serie costaricana e in quella canadese.

### Nazionale
Nel 2018 ha giocato due incontri con la nazionale costaricana Under-20, realizzandovi anche una rete.

## Statistiche

### Presenze e reti nei club
Statistiche aggiornate al 20 dicembre 2021.
| Stagione             | Squadra              | Campionato           | Campionato | Campionato | Coppe nazionali | Coppe nazionali | Coppe nazionali | Coppe continentali | Coppe continentali | Coppe continentali | Altre coppe | Altre coppe | Altre coppe | Totale | Totale |
| Stagione             | Squadra              | Comp                 | Pres       | Reti       | Comp            | Pres            | Reti            | Comp               | Pres               | Reti               | Comp        | Pres        | Reti        | Pres   | Reti   |
| -------------------- | -------------------- | -------------------- | ---------- | ---------- | --------------- | --------------- | --------------- | ------------------ | ------------------ | ------------------ | ----------- | ----------- | ----------- | ------ | ------ |
| 2017-2018            | Pérez Zeledón        | PD                   | 0          | 0          |                 | -               | -               |                    | -                  | -                  |             | -           | -           | 0      | 0      |
| 2018-2019            | Pérez Zeledón        | PD                   | 4          | 0          |                 | -               | -               | CL                 | 0                  | 0                  |             | -           | -           | 4      | 0      |
| 2019-2020            | Pérez Zeledón        | PD                   | 30         | 7          |                 | -               | -               |                    | -                  | -                  |             | -           | -           | 30     | 7      |
| 2020-2021            | Pérez Zeledón        | PD                   | 28         | 3          |                 | -               | -               |                    | -                  | -                  |             | -           | -           | 28     | 3      |
| Totale Pérez Zeledón | Totale Pérez Zeledón | Totale Pérez Zeledón | 62         | 10         |                 | -               | -               |                    | 0                  | 0                  |             | -           | -           | 62     | 10     |
| 2021                 | Forge                | CPL                  | 22         | 3          | CC              | 2               | 0               | CL                 | 8                  | 3                  |             | -           | -           | 32     | 6      |
| Totale carriera      | Totale carriera      | Totale carriera      | 84         | 13         |                 | 2               | 0               |                    | 8                  | 3                  |             | -           | -           | 94     | 16     |

## Palmarès
- CONCACAF Central American Cup: 2

Alajuelense: 2023, 2024